# Judith Bakirya
Judith Bakirya (Busoga, 1969) es una granjera ugandesa conocida por el apoyo y promoción de la permacultura. Fue nombrada una de las 100 mujeres de la BBC en 2019.

## Trayectoria
Bakirya se crio en una granja. Durante su infancia, trabajaba en ella mientras asistía a la escuela. Su excelente rendimiento en la escuela primaria le permitió acceder a una beca para la prestigiosa escuela secundaria de Mt St Mary's College Namagunga, algo que nadie en su escuela había logrado hasta entonces. Posteriormente el gobierno le concedió una beca para asistir a la universidad y obtuvo una maestría en salud y desarrollo de la Universidad de Birmingham en el Reino Unido.
En el año 2000, Bakirya, que hasta entonces había trabajado en una ONG decidió dedicarse a la agricultura. Utilizando sus ahorros y un pequeño préstamo que le concedió la Asociación de Ahorros y Préstamos de su aldea fundó Busaino Fruits & Trees.  En 2014 ganó el concurso Best Farmers patrocinado por Vision Group, la Embajada de los Países Bajos en Uganda, las aerolíneas KLM  y el banco DFCU. El premio incluyó la oportunidad de participar en The Source of the Nile Agriculture Show y asistir a otros eventos agrícolas en los Países Bajos. Después de esto, abrió su propio centro especializado en medicina tradicional y cultura en el distrito Jinja, siempre en su país.  En 2017 creó el Instituto Nacional de Agroturismo, también en Jinja, para impulsar la promoción del agroturismo y la educación en Uganda.
Bakirya actualmente dirige Busaino Fruits & Trees, una granja agrícola de más de 1.000 acres centrada en el agroturismo y la formación en prácticas agrícolas ambientalmente sostenibles. En 2019, este trabajo la llevó a ser reconocida como una de las 100 mujeres de la BBC.